# Gare de Wilwisheim
Gare de Wilwisheim – przystanek kolejowy w Wilwisheim, w departamencie Dolny Ren, w regionie Grand Est, we Francji.
Jest przystankiem kolejowym Société nationale des chemins de fer français (SNCF), obsługiwanym przez pociągi TER Alsace.